# Lerzy
Pour les articles homonymes, voir Lerzy (homonymie).
Lerzy est une commune française située dans le département de l'Aisne, en région Hauts-de-France.
Ses habitants s'appellent les Lerzyens et les Lerzyennes.

## Géographie
Petite commune proche de La Capelle, traversée par le ruisseau le Lerzy et dont les habitants sont répartis dans de petits hameaux : le Gloart, le Bermont, les Aumonts, le Bouhoury, la Rue de Jeantes, etc.).
La très grande majorité des habitants sont de petits exploitants agricoles, que l'on appelait des « herbagers », producteurs de lait. Beaucoup de pommiers et production de cidre.
En 1962, 62 exploitations rurales étaient recensées (dont seulement 11 de plus de 20 hectares).
|             | La Capelle |              |
| Buironfosse | Lerzy      | Froidestrées |
|             | Sorbais    |              |

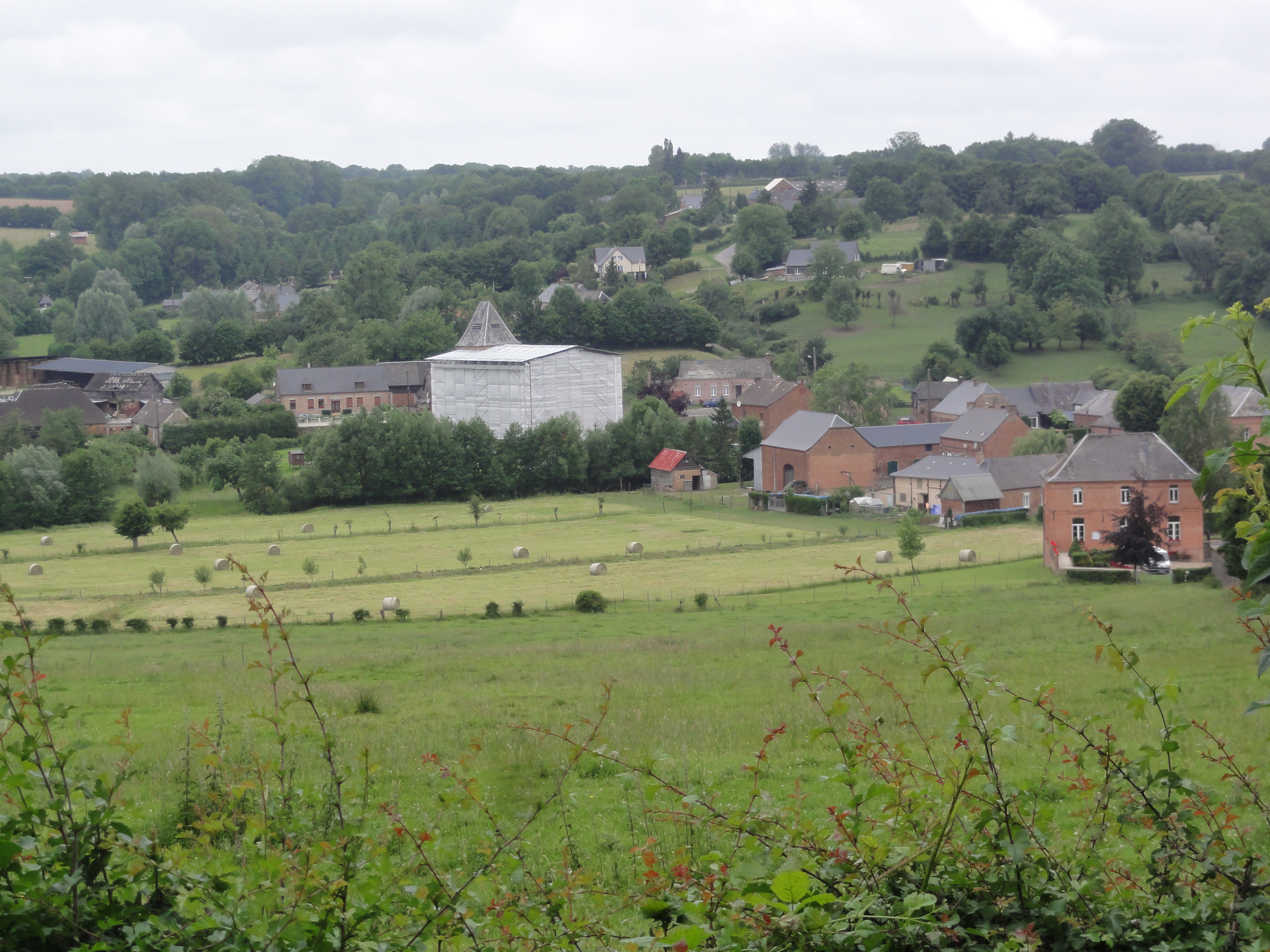
Vue du village en 2014 (avec l'église détruite sous l'échafaudage et la toile blanche).
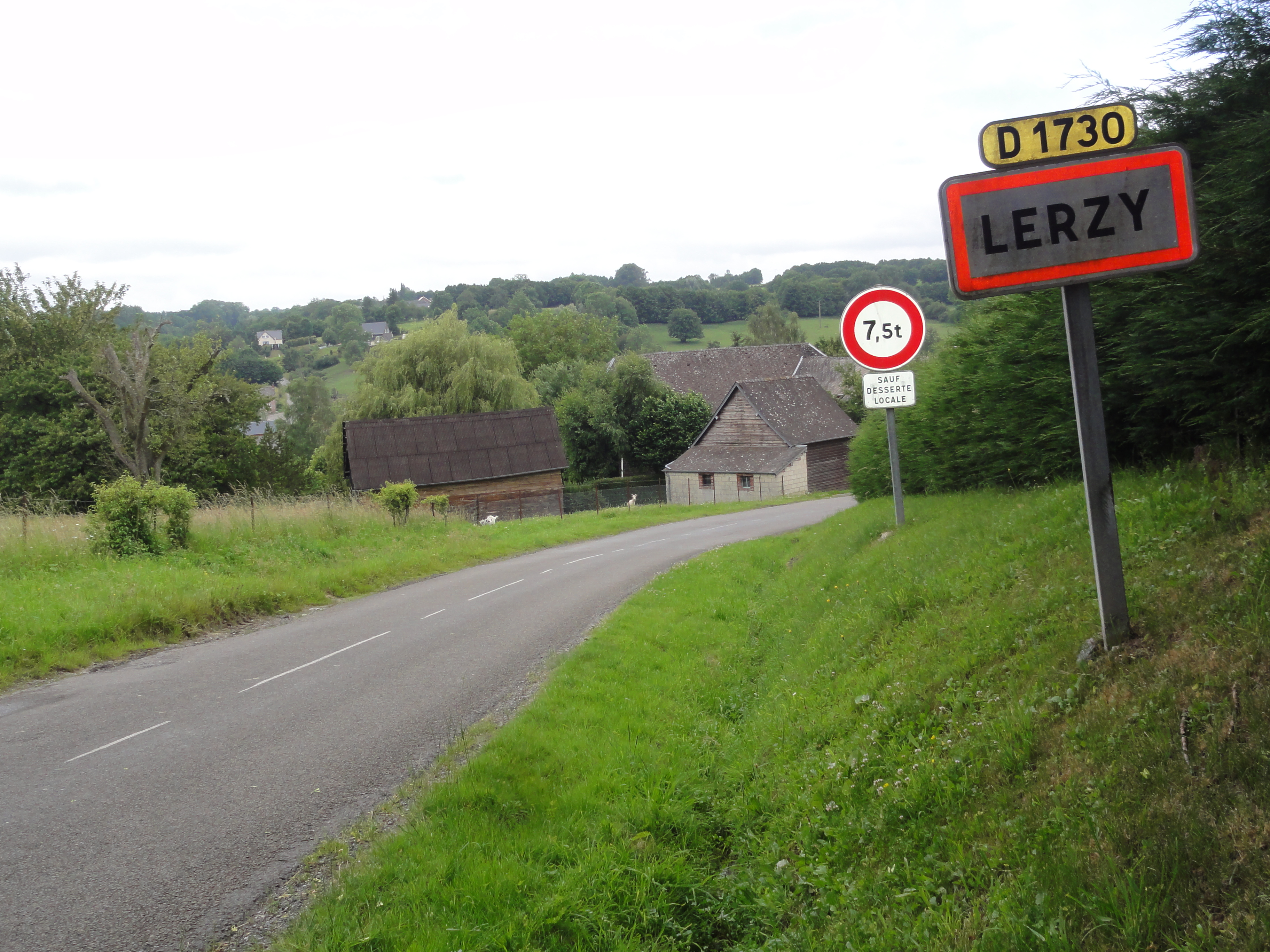
Entrée du village.

Hydrologie
Le village est traversé par le ruisseau Le Lerzy.

### Hydrographie
La commune est située dans le bassin Seine-Normandie. Elle est drainée par le Lerzy, le cours d'eau 01 de la Fontaine du Porcher, le cours d'eau 01 du Bosquet Marcy, le cours d'eau 02 de la commune de Lerzy et le cours d'eau 03 de la commune de Lerzy,,.
Le Lerzy, d'une longueur de 11 km, prend sa source dans la commune de La Capelle et se jette  dans l'Oise (rive gauche) à Sorbais, après avoir traversé trois communes.

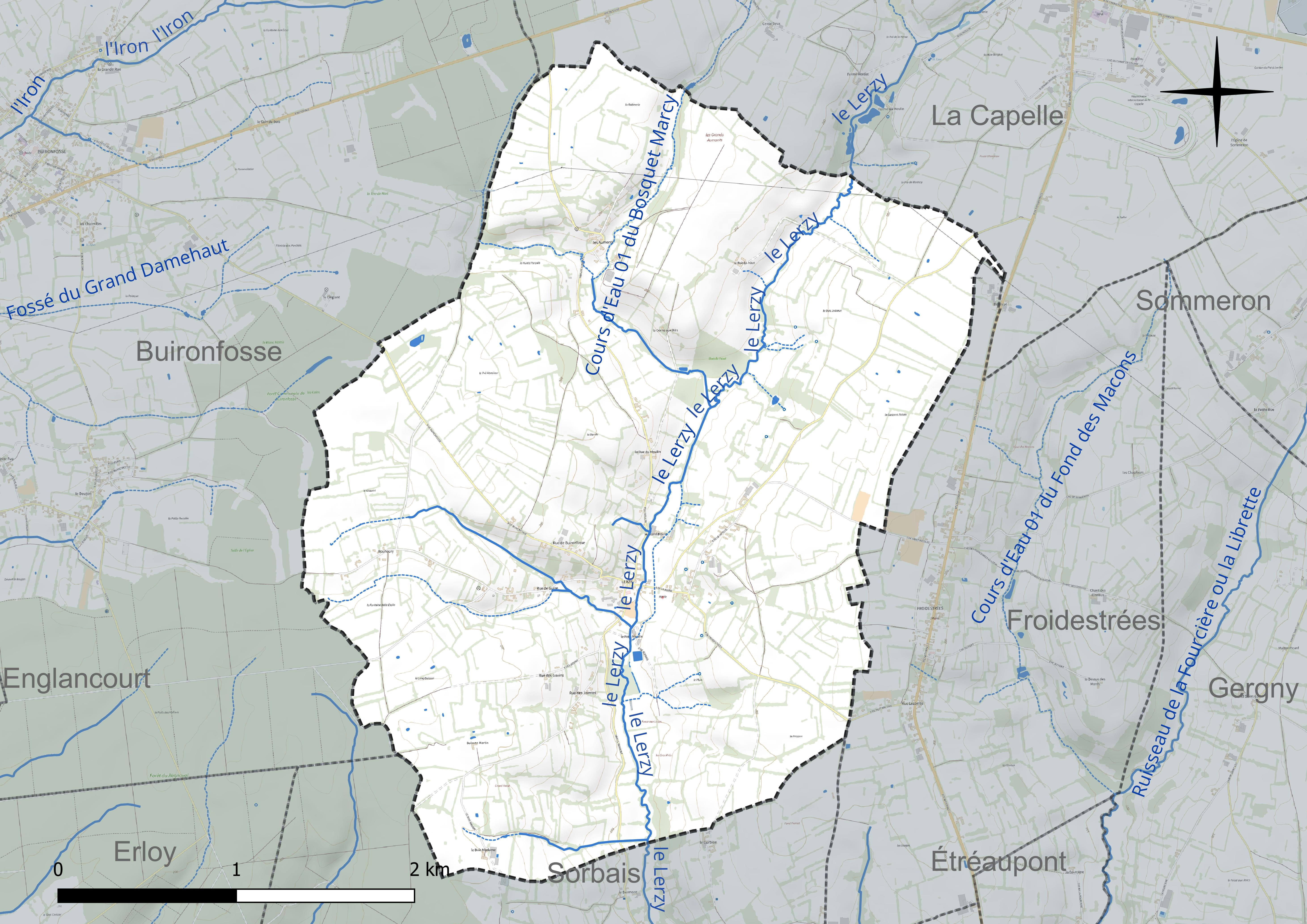
Réseau hydrographique de Lerzy.

### Climat
Pour des articles plus généraux, voir Climat des Hauts-de-France et Climat de l'Aisne.
En 2010, le climat de la commune est de type climat des marges montargnardes, selon une étude du CNRS s'appuyant sur une série de données couvrant la période 1971-2000. En 2020, Météo-France publie une typologie des climats de la France métropolitaine dans laquelle la commune est exposée à un climat océanique altéré et est dans la région climatique Nord-est du bassin Parisien, caractérisée par un ensoleillement médiocre, une pluviométrie moyenne régulièrement répartie au cours de l'année et un hiver froid (3 °C).
Pour la période 1971-2000, la température annuelle moyenne est de 9,6 °C, avec une amplitude thermique annuelle de 14,7 °C. Le cumul annuel moyen de précipitations est de 914 mm, avec 13,6 jours de précipitations en janvier et 9,9 jours en juillet. Pour la période 1991-2020, la température moyenne annuelle observée sur la station météorologique la plus proche, située sur la commune de Fontaine-lès-Vervins à 10 km à vol d'oiseau, est de 10,5 °C et le cumul annuel moyen de précipitations est de 826,3 mm,. Pour l'avenir, les paramètres climatiques de la commune estimés pour 2050 selon différents scénarios d'émission de gaz à effet de serre sont consultables sur un site dédié publié par Météo-France en novembre 2022.

## Urbanisme

### Typologie
Au 1er janvier 2024, Lerzy est catégorisée commune rurale à habitat dispersé, selon la nouvelle grille communale de densité à 7 niveaux définie par l'Insee en 2022.
Elle est située hors unité urbaine et hors attraction des villes,.

### Occupation des sols
L'occupation des sols de la commune, telle qu'elle ressort de la base de données européenne d'occupation biophysique des sols Corine Land Cover (CLC), est marquée par l'importance des territoires agricoles (99,7 % en 2018), une proportion identique à celle de 1990 (99,7 %). La répartition détaillée en 2018 est la suivante : 
prairies (99,5 %), forêts (0,3 %), terres arables (0,2 %).
L'évolution de l'occupation des sols de la commune et de ses infrastructures peut être observée sur les différentes représentations cartographiques du territoire : la carte de Cassini (XVIIIe siècle), la carte d'état-major (1820-1866) et les cartes ou photos aériennes de l'IGN pour la période actuelle (1950 à aujourd'hui).

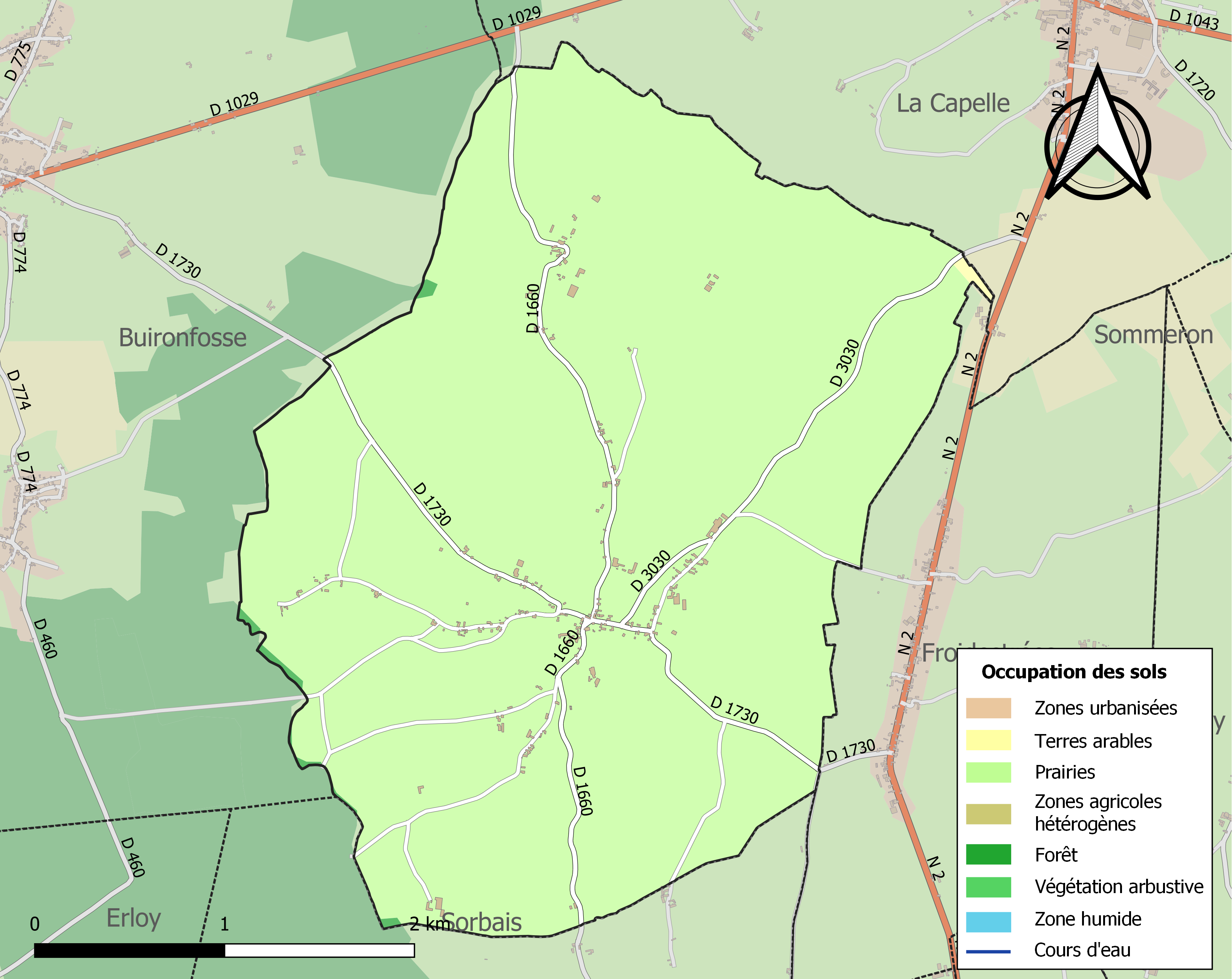
Carte de l'occupation des sols de la commune en 2018 (CLC).

## Toponymie
- Anciens noms : Lehersiacum (1123), Lehersis (1169 - Cart. de l'abb. de Saint-Michel, p. 20 et 241), Leherzies (1183 - Col. de D Grenier, 30. paquet, n°1), Lersies villa (1253), Leherisies (1260 - Cart. de l'abb. de Saint-Michel, p. 155 et 323), Lerzies (1337 - Arch. de l'Emp., L992), Lersis (1340 - Bibl. imp. fonds latin, ms. 9228), Leresis (1568 - Acquits, arch. de la ville de Laon), Lerzi (1612 - Terre de Sorbais), Lerzy (1710 - Intendance de Soissons, C320), Lerzis (1780 - Chambre du clergé du Dioc. de Laon).
- Trouver l'origine d'un nom n'est pas souvent simple au vu de l'influence successive de différentes langues. À l'instar de nombreuses localités du Nord, Lerzy semble correspondre, pour sa première partie, au nom d'une personne d'origine germanique (franc), suivie de "iacum", orthographié ensuite au fil du temps "is", "ies", "y", signifiant "propriété de".

## Histoire
La seigneurie appartenait autrefois à l'abbaye d'Origny-Sainte-Benoite.
|  |

Carte de Cassini

La carte de Cassini montre qu'au XVIIIè siècle, Lerzy est une paroisse située sur le ruisseau Le Lerzy.

Le village est entouré de nombreux hameaux dont la plupart existent encore de nos jours:
- Boury (Hameau de Bouhoury)
- Bermont (Hameau Le Bermont)
- Haut-Mont (Ferme des Aumonts)
- Corbier (Le Corbier)
- Moulin (Le grand moulin)
- Guise (Rue de Guise)

Deux moulins à eau symbolisés par une roue dentée sont représentés sur le ruisseau.
En 1859, le meunier se nommait Augustin Degois.

## Politique et administration

### Découpage territorial
La commune de Lerzy est membre de la communauté de communes de la Thiérache du Centre, un établissement public de coopération intercommunale (EPCI) à fiscalité propre créé le 31 décembre 1992 dont le siège est à La Capelle. Ce dernier est par ailleurs membre d'autres groupements intercommunaux.
Sur le plan administratif, elle est rattachée à l'arrondissement de Vervins, au département de l'Aisne et à la région Hauts-de-France. Sur le plan électoral, elle dépend du  canton de Vervins pour l'élection des conseillers départementaux, depuis le redécoupage cantonal de 2014 entré en vigueur en 2015, et de la troisième circonscription de l'Aisne  pour les élections législatives, depuis le dernier découpage électoral de 2010.

### Administration municipale
| Période                                  | Période                   | Identité            | Étiquette | Qualité                               |
| ---------------------------------------- | ------------------------- | ------------------- | --------- | ------------------------------------- |
| avant 1875                               | après 1876                | Brouart             |           |                                       |
| Les données manquantes sont à compléter. |                           |                     |           |                                       |
| 1995                                     | En cours (au 26 mai 2020) | Jérôme Langhendries | DVD       | Cadre Réélu pour le mandat 2020-2026, |

## Démographie
L'évolution du nombre d'habitants est connue à travers les recensements de la population effectués dans la commune depuis 1793. Pour les communes de moins de 10 000 habitants, une enquête de recensement portant sur toute la population est réalisée tous les cinq ans, les populations de référence des années intermédiaires étant quant à elles estimées par interpolation ou extrapolation. Pour la commune, le premier recensement exhaustif entrant dans le cadre du nouveau dispositif a été réalisé en 2004.

En 2022, la commune comptait 224 habitants, en évolution de +7,69 % par rapport à 2016 (Aisne : −1,97 %, France hors Mayotte : +2,11 %).
| 1793 | 1800 | 1806 | 1821 | 1831 | 1836 | 1841 | 1846 | 1851 |
| ---- | ---- | ---- | ---- | ---- | ---- | ---- | ---- | ---- |
| 661  | 686  | 721  | 714  | 767  | 775  | 738  | 768  | 725  |

| 1856 | 1861 | 1866 | 1872 | 1876 | 1881 | 1886 | 1891 | 1896 |
| ---- | ---- | ---- | ---- | ---- | ---- | ---- | ---- | ---- |
| 678  | 656  | 607  | 558  | 548  | 518  | 432  | 423  | 410  |

| 1901 | 1906 | 1911 | 1921 | 1926 | 1931 | 1936 | 1946 | 1954 |
| ---- | ---- | ---- | ---- | ---- | ---- | ---- | ---- | ---- |
| 431  | 428  | 400  | 361  | 386  | 368  | 323  | 321  | 295  |

| 1962 | 1968 | 1975 | 1982 | 1990 | 1999 | 2004 | 2006 | 2009 |
| ---- | ---- | ---- | ---- | ---- | ---- | ---- | ---- | ---- |
| 303  | 263  | 257  | 220  | 209  | 212  | 183  | 182  | 217  |

| 2014 | 2019 | 2022 | - | - | - | - | - | - |
| ---- | ---- | ---- | - | - | - | - | - | - |
| 208  | 223  | 224  | - | - | - | - | - | - |

## Lieux et monuments
Lerzy comporte un monument aux morts et une église, nommée église Sainte-Benoîte, église fortifiée du Moyen Âge et classée monument historique depuis 1928. Elle a été victime d'un incendie qui l'a en grande partie détruite en mars 2014. La restauration a commencé en 2016 pour s'achever en 2018.

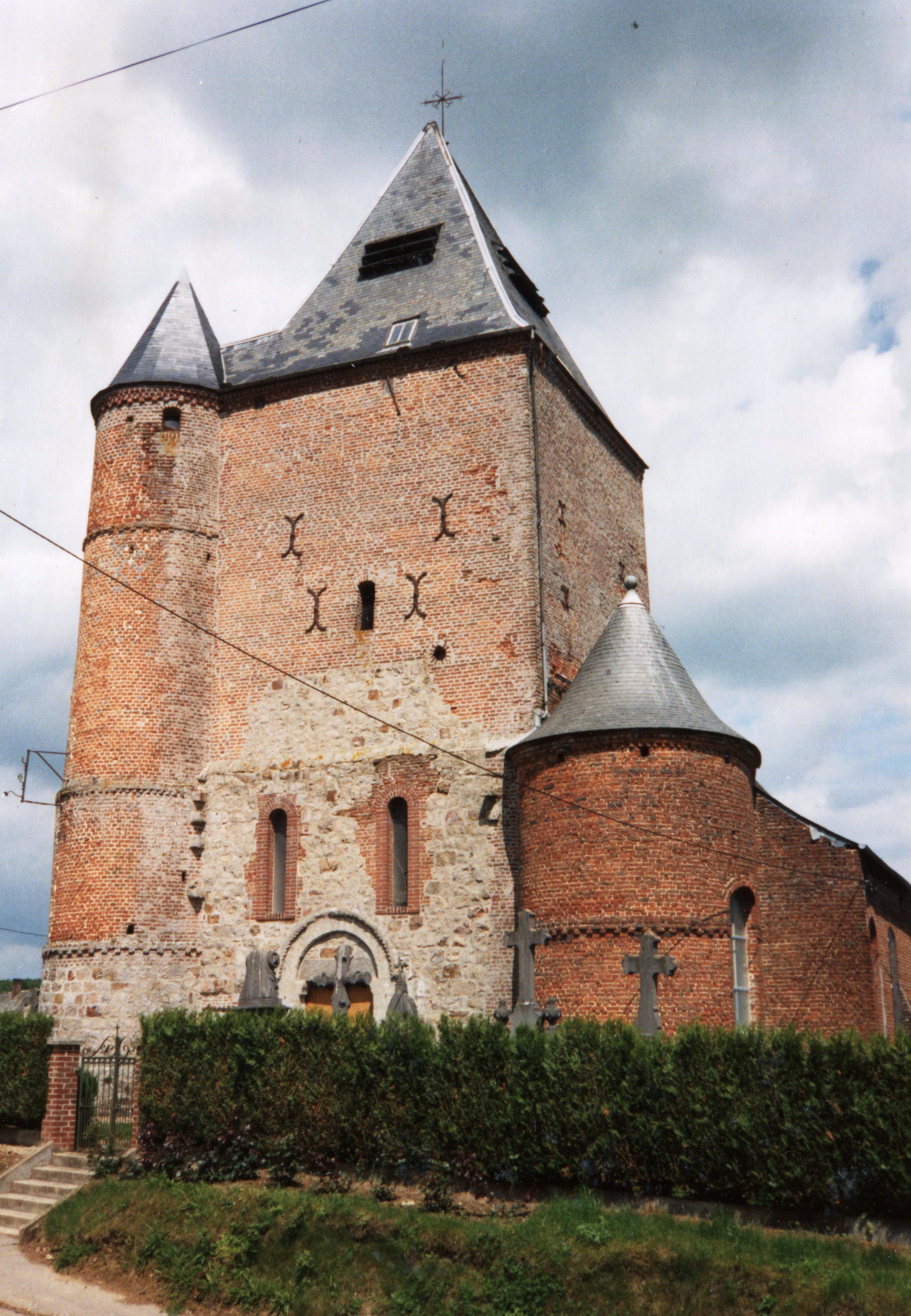
L'église Sainte-Benoîte en 1991.
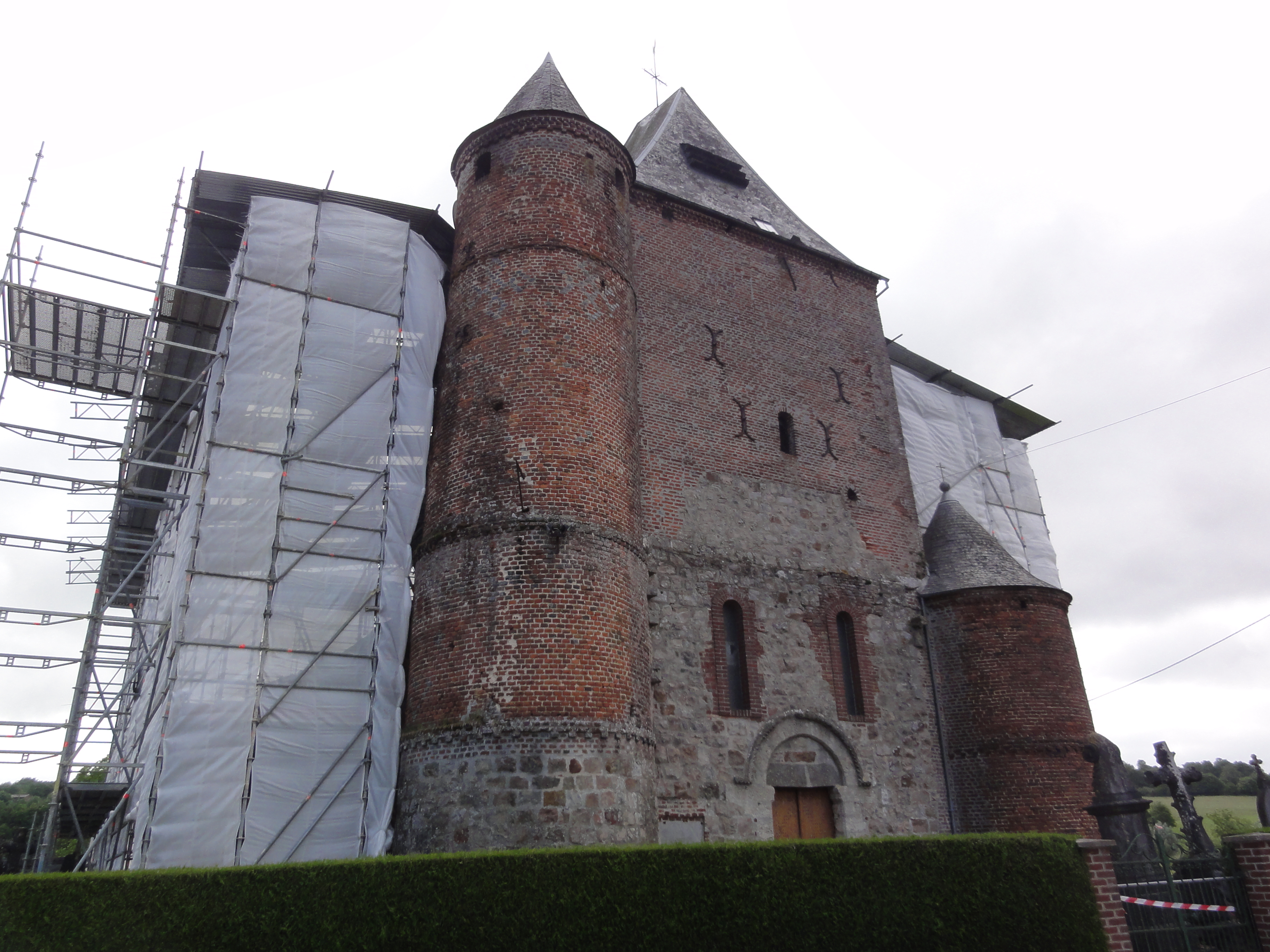
L'église en juin 2014, attendant la restauration après l'incendie de mars de cette même année.
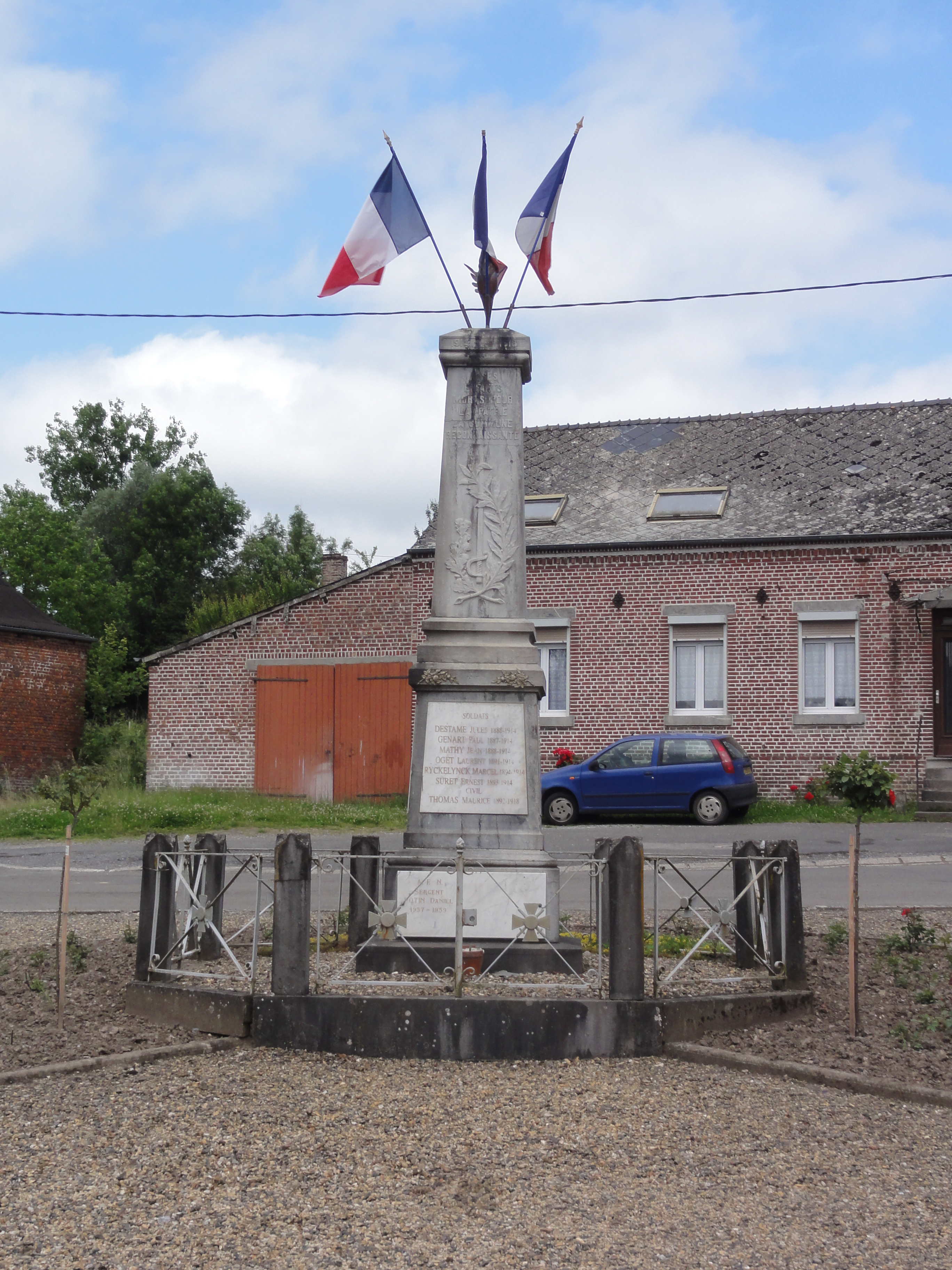
Le monument aux morts.